# Deep Sea Diving Club
Deep Sea Diving  Club（ディープシーダイビングクラブ）は、福岡出身の4ピースバンドである。
ラストラム・ミュージックエンタテインメント内のレーベル「Beacon LABEL」に所属しインディーズ活動を経て、トイズファクトリーよりメジャーデビュー。
2023年2月11日に下北沢ADRIFTで行われたFIVE NEW OLDとの企画ライブにおいて、同年5月のメジャーデビューを発表。トイズファクトリーから5月10日にメジャー1st EP「Mix Wave」をリリースした。

## 概要
"TENJIN NEO CITY POP"
Gt./Vo.谷 颯太、Dr./Cho.出原 昌平、Ba./Cho.鳥飼 悟志、Gt./Cho.大井 隆寛からなる、2019年に福岡で結成されたロック、R&B、ジャズなどジャンルレスな音楽性を感じさせるメロウでフリーキーな4人組バンド。

2019年8月12日、福岡のミュージックバーで働いていた同僚の谷、出原、鳥飼と大井でバンドを結成。 現バンド名になる前の候補は「サンダル」だったが、サンセルコ内の店舗に貼ってあったステッカーから名前を付けた。
同年12月18日に、自主レーベルよりシングル「しじま/あくまとおどる」でデビュー。
2020年10月にBBHF、NITRODAY、Warbear、TERAが所属するBeacon LABELから配信シングル「cinematiclove」をリリース。
バンド初の全国ワンマンツアー「Early Dive tour 2022」とアルバムリリースツアー「Let's Go! DSDC! Release tour!」を福岡・大阪・東京の3都市で開催。各地音楽フェスにも多数出演している。 
また、1stアルバム「Let's Go! DSDC!」は第15回CDショップ大賞2023「青」に入賞した。
結成当初は谷がソングライターの役割を担っていた。現在はメンバー4人全員が曲作りをしている。
またかつてはリーダーを決めていたが、現在は民主主義バンドとして合議制で物事を決めており、リリース楽曲も各自の作品を持ち寄りコンペによって選ぶという企業的なスタイルをとっている。
2024年2月より、福岡から東京に拠点を移して活動している。
2025年7月1日、今年の夏をもって解散することを発表。

## メンバー
- 谷 颯太(Vo/Gt) - 1997年4月11日生まれ、福岡県福岡市出身。特技はエゴサ。ONE PIECEやエヴァンゲリオンなどアニメが好き。

音楽ルーツとしてTwitter上でandymori、ハナレグミ、BUMP OF CHICKENらの名前を挙げる。（2022年2月2日、2022年7月19日閲覧）
スポーツをしていたため、下の名前で呼ばれることが多い。過去の活動名も下の名前のみだったが、DSDC結成時の登録で他のメンバーが漢字フルネームだったのに合わせた。（ラジオ「Deep Sea Diving Clubの深く潜って」第5回より、以下呼び名エピソードは出典同じ）
- 大井 隆寛(Gt/Cho) - 1996年11月3日生まれ、山口県下関市出身。

起床後にラジオ体操をする、夜11時には就寝するなど、メンバーきっての健康オタク。
アコースティックギター、ブルースギターを経てエレキギターを学んだ。好きなギタリストとしてジョン・メイヤーに度々言及している。憧れのミュージシャンであり同じくジョン・メイヤーを愛聴するMichael Kanekoとは、「SUNSET CHEEKS feat. Michael Kaneko」におけるコラボレーションで共演を果たした。
福岡の女性シンガーソングライターLil Summerほかのサポートギタリストとしても活動。
呼び名は大井ちゃん。
- 鳥飼 悟志(Ba/Cho) - 1994年7月28日生まれ、福岡県太宰府市出身。

パキラの「パキ蔵」を育てている。地元の観光記事ライターとして活動していた。後述の出原とは高校時代からよく遊ぶ仲。
Vo.谷曰わく「ご機嫌紳士」でバンドのムードメーカー。一方、MCやラジオゲスト出演時の挨拶が非常に丁寧で、「平素よりお世話になっております」といった社会人ムーブ（谷）が特徴的。
トレードマークは眼鏡で、以前はTwitter IDにも「megane」が入っていた。
呼び名は鳥飼さん、鳥ちゃんなど。
- 出原  昌平(Dr/Cho) - 1995年4月15日生まれ、福岡県大野城市出身。

バンドの活動のほかに、間借りスパイスカレー屋も営んでいた。スパイス香辛料ソムリエの資格を保持。
雑学に詳しい。
バンド内随一の音楽知識を持ち、アレンジやミックスを担当する。ドラム講師、他バンドのドラムテック、PAとしての活動経験がある。
呼び名はいでっち、いでちゃん、いでくん、しょうちゃんなど。本人は「キング」と呼ばれることを希望している。メンバーを変わった名前で呼ぶ癖がある。（鳥飼→鳥山、大井→田中）

## サポートメンバー
- 宗正恭平(key.)

HALEのキーボーディスト
- 中野ひより(key.)

muggyのキーボーディスト

## ディスコグラフィー

### 配信限定シングル
|      | リリース日     | タイトル                           | 規格品番   | 備考 | 収録アルバム    |
| ---- | -------------- | ---------------------------------- | ---------- | --- | --------------- |
| 1st  | 2020年10月14日 | cinematiclove                      | BNCH-0003  | | Let's Go! DSDC! |
| 2nd  | 2020年12月2日  | おやすみDaydream                   | BNCH-0004  | | Let's Go! DSDC! |
| 3rd  | 2021年3月3日   | T.G.I.F.                           | BNCH-0007  | ネクストブレイクアーティストを紹介する全国FM5局の共同企画「JFL presents FOR THE NEXT」に選出。                           | Let's Go! DSDC! |
| 4th  | 2021年7月14日  | SUNSET CHEEKS feat. Michael Kaneko | BNCH-0012  | | Let's Go! DSDC! |
| 5th  | 2021年10月8日  | Just Dance feat. kiki vivi lily    | BNCH-0014  | | Let's Go! DSDC! |
| 6th  | 2022年7月1日   | フーリッシュサマー                 | TFDS-00781 | J-WAVEの７月度SONAR TRAXに選出。J-WAVE「TOKIO HOT 100」最高位12位を記録。FM FUKUOKA「BUTCH COUNTDOWN RADIO 」最高位1位。 |                 |
| 7th  | 2022年9月28日  | Left Alone feat. 土岐麻子          | TFDS-00820 | FM FUKUOKA「BUTCH COUNTDOWN RADIO 」最高位1位。                                                                          |                 |
| 8th  | 2022年12月7日  | Miragesong                         | TFDS-00844 | FM FUKUOKA「BUTCH COUNTDOWN RADIO 」最高位1位。                                                                          |                 |
| 9th  | 2024年6月5日   | ユニラブ                           | TFDS-01031 | |                 |
| 10th | 2024年9月11日  | Shooting Star                      | TFDS-01059 | |                 |

### ミュージックビデオ
| 公開日         | 監督                                     | 曲名                               | 備考                               |
| -------------- | ---------------------------------------- | ---------------------------------- | ---------------------------------- |
| 2019年9月15日  | 沙奈（studioSANA）                       | あくまとおどる                     |                                    |
| 2020年4月22日  | 寺本 遥                                  | sunselco                           |                                    |
| 2020年10月14日 | リチャード                               | cinematiclove                      |                                    |
| 2020年12月2日  | 宗 大介（9029Works）                     | おやすみDaydream                   |                                    |
| 2021年3月3日   | 泊 将大                                  | T.G.I.F.                           |                                    |
| 2021年5月26日  | リチャード                               | フラッシュバック'82 feat .Rin音    |                                    |
| 2021年7月26日  | ダテユウイチ                             | SUNSET CHEEKS feat. Michael Kaneko |                                    |
| 2021年10月8日  | 笠井 裕輔                                | Just Dance feat. kiki vivi lily    |                                    |
| 2022年3月9日   | 柴田 海音                                | CITY FLIGHT                        | 出演 小嶋彩音                      |
| 2022年3月23日  | 笠井 裕輔                                | SARABA                             |                                    |
| 2022年3月30日  | YaungTa o（BOAT）                        | Happy Feet                         | マリンワールド海の中道で撮影された |
| 2022年7月1日   | 田辺 秀伸                                | フーリッシュサマー                 | 出演 新田さちか                    |
| 2022年9月28日  | 大久保 拓朗                              | Left Alone feat. 土岐麻子          |                                    |
| 2023年5月10日  | 中村 浩紀                                | ゴースト                           | メジャーデビューEPよりリード曲     |
| 2024年6月14日  | Shamauchi/竹原結                         | ユニラブ                           | アニメーション作品                 |
| 2024年9月11日  | Syamauchi/竹原 結/午菴クルミ/ワキヤ カホ | Shooting Star                      | アニメーション作品                 |

## タイアップ一覧
| 使用年 | 曲名                            | タイアップ                                        |
| ------ | ------------------------------- | ------------------------------------------------- |
| 2021年 | T.G.I.F                         | NBCテレビ『MUSIC WOLF TV』3月オープニングテーマ   |
| 2021年 | フラッシュバック'82 feat. Rin音 | 熊本県民テレビ『てれビタ』5月度エンディングテーマ |
| 2022年 | フーリッシュサマー              | 山陰放送ほか『ふわり愛』8月エンディングテーマ     |

## レギュラー番組（ラジオ）
レギュラー番組は以下のとおり
| 番組名                           | 放送局     | 放送期間                                | 放送日                                   | DJ・パーソナリティ                                   | 備考 |
| -------------------------------- | ---------- | --------------------------------------- | ---------------------------------------- | ---------------------------------------------------- | --- |
| フクオカコレクティブ・ラジオ     | Love FM    | 2021年4月10日～2022年3月12日 （全12回） | 毎月第2土曜日21時-22時「深海潜水倶楽部」 | 谷 颯太                                              | |
| Deep Sea Diving Clubの深く潜って | FM FUKUOKA | 2022年7月1日～2022年12月30日 （全27回） | 毎週金曜日25時-25時30分                  | 谷 颯太＋各回メンバー1名（初回と最終回は全員が出演） | 初のバンド冠番組 最終回のみ生放送 Spotify「Deep Sea Diving Club Music＋Talk」ポッドキャストで過去放送分の再編集版を聴くことができる |

## レギュラー番組（Podcast）
| 番組名    | 放送局          | 放送期間                          | 公開スケジュール                      | 備考 |
| --------- | --------------- | --------------------------------- | ------------------------------------- | --- |
| RADIOWAVE | Spotify Podcast | 2023年8月2日～（初回2話同時公開） | 毎週水曜日夜8時（#39まで）→不定期更新 | レギュラー番組（ラジオ）欄「Deep Sea Diving Clubの深く潜って」のポッドキャスト配信サイトがRADIOWAVEにリニューアルされたため、同じサイトでどちらの番組も聴取できる |

## 出演フェス・イベント・対バン等
※別欄出典記載以外の出典は公式SNSアカウントによる
　

### 2021年
6月27日 「フラッシュバック'21」（福岡BEAT STATION）
8月7日 "MUSIC PUMP"（小倉FUSE）
8月21日 Seeside Swing~何はともあれ、浜風と音楽に揺られよう~（芦屋海浜公園）
9月18日 SIMCITY -vol.3-（TOKIO TOKYO）
9月20日 TOKYO CALLING 2021
（Shibuya Milkyway）
10月1日 ARTS SONIC 2021 リユース！（専門学校九州ビジュアルアーツ学園祭/YouTube配信）
10月9日 MINAMI WHEEL 2021（アメリカ村DROP）
10月10日 LOVE FM FESTIVAL 2021（久留米百年公園）
10月16日 えんぷてい「tour Chorus 2021」 × sancrib「daydream」Release Party『A LONG VACATION』（福岡・秘密）
11月5日 MORNING RIVER SUMMIT MRS OPEN'21（梅田シャングリラ）
11月7日 CRAFTROCK CIRCUIT OSAKA ‘21（CLAPPER）
11月21日 HTCS INN KITAKYUSHU（平尾台自然の郷）
11月28日 ズカイ"たくさん願い溢れてるツアー2021 福岡編"（福岡・秘密）w/ズカイ,ハチマライザー,NYAI
12月10日 CONNECTION Vo.2（新代田FEVER）w/Billyrrom,GIVE ME OW,uyuni
12月11日 re reflection（モナレコード）w/sickufo,Jan flu,えんぷてい
12月26日 STEP by STEP（DRUM Be-1) w/浪漫革命,WANG GUNG BAND

### 2022年
1月15日 新春！！わっしょい西新！！～ライブがあるけん博多たい～（Jamlto西新）
2月18日 CRJA Night vol.2（UTERO）
3月13日 "TENJIN ONTAQ 2022"（LIVE HOUSE Queblick）
3月18日 FREAK'S SPECIAL LIVE「MUSIC Live」（福岡ROOMS/YouTube配信）w/TENDRE,SKaai,週末CITY PLAY BOYS
3月20日 無料ショーケースライブGREENSPARK 2022 SPRING（梅田Shangri-La)
出演：Deep Sea Diving Club / meiyo / SOMETIME'S
3月30日 Let’s Go! Festival 2022（graf）
出演〈ゲストDJ〉ボリショイサーカス（注:同名サーカスではなくDJ）/suisui/Lil Summer/SOHKI (LIVING STEREO,SOUL ALIVE)〈バンド〉w/SHAKY,McGrady,Alex Stevens
4月3日 1st Full Album「Let's Go! DSDC!」リリース記念ミニライブ＆サイン会（六本松 蔦屋書店）
4月22日 FLY-DAY NIGHT FEVER vol.2（渋谷CHELSEA HOTEL）w/E.scene,大比良瑞希
4月23日 masterpiece（下北沢BASEMENT BAR）w/アロワナレコード,bathhouse
4月26日 HOT STUFF presents Ruby Tuesday 45（新代田fever）w/Crispy Camera Club,DeNeel,LUCY IN THE ROOM,SpendyMily
5月3日 OSAKA GIGANTIC MUSIC FESTIVAL2022 SPIN OFF「THE BONDS 2022-GIGANTIC TOWN MEETING-」（Umeda Zeela）
5月5日 BOATな日常 at BEAT STATION（BEAT STATION）w/BOAT(MADE IN HEPBURN,YOHLU,モンドリウテバ,Osamu Fukuzawa,Yosuke),週末CITY PLAY BOYZ
5月7日 YELLOW HANDKER CHIEF presents「Yellow March」（LIVE HOUSE OP's）
5月8日 UTERO 12th Anniversary Live（UTERO）w/the perfect me,My Lucky Day,Cobalt boy
5月16日 wan！（心斎橋JANUS）w/um-hum,ステエションズ,asobi
5月17日 How Soon Is Now? vol.40
（神戸VARIT.）w/Daisy Jaine,猫戦,ui
5月22日 1st Full Album「Let's Go! DSDC!」リリース記念ミニライブ＆サイン会（蔦屋書店 熊本三年坂）
6月4日 ICARUS 1st EP『palette』release party（福岡・Kieth Flack/谷颯太のみ）
6月5日 SAKAE SP-RING 2022（NAGOYA CLUB QUATTRO/フリーライブ オアシス21）
8月13日 YMB 「Tender」 Release Tour"ありがとうのかわりに"福岡編（UTERO）w/YMB,Nagakumo
10月23日 The Creators
11月13日 CRAFTROCK CIRCUIT'22（吉祥寺WARP）
11月27日 MAX NIGHT FEAST（西永福JAM）w/グソクムズ,YAJICO GIRL
12月1日 sea side party（FUKUOKA graf）※自主企画 w/UEBO,えんぷてい
12月7日 sea side party（LIVEHOUSE FEVER）※自主企画 w/macico,THREE1989

### 2023年
1月25日 Keep breathin' #02（LIVE HOUSE OP's）w/クレナズム,poor man's rose
2月11日 SIMCITY presents〜FIVE NEW OLD x Deep Sea Diving Club〜（下北沢ADRIFT）w/FIVE NEW OLD,UEBO,YAMORI
2月24日 SOUND CREATOR presents Good Grooving Night vol.1〜秘密の夜会編〜（心斎橋JANUS）w/evening cinema,GOOD BYE APRIL
3月7日 LIVE HOUSE Queblick 10th ANNIVERSARY LIVE Day32（LIVE HOUSE Queblick)谷颯太のみ w/谷川正憲(UNCHAIN）,萌映 (クレナズム),HIROSHI (FIVE NEW OLD)
3月17日 “BEYONDERS”Co-wright Session（como es）w/KIKI (from Thailand)
3月19日 FUKUOKA MUSIC SUMMIT（福岡国際会議場）
4月1日 SYNCHRONICITY'23（Spotify O-nest）
5月14日 ｢Mix Wave｣ リリース記念無料ミニライブ&サイン特典会（六本松蔦屋書店/TOWER RECORDS福岡PARCO店）※同日2店舗開催
5月21日 ｢Mix Wave｣ リリース記念無料ミニライブ&サイン特典会（TOWER RECORDS渋谷店）
5月26日 NiEW presents exPoP!!!!! vol.151（Spotify O-nest）w/幽体コミュニケーションズ,SWALLOW,Wuinguin,天国姑娘
5月27日 FLOAT（下北沢ADRIFT）w/NIKO NIKO TAN TAN,カメレオン•ライム•ウーピーパイ,illiomote,YAMORI
5月28日 CRAFTROCK FESTIVAL'23（立川ステージガーデン）
6月1日 NEW TRINITY（Pangea）w/えんぷてい,幽体コミュニケーションズ
6月2日 ｢Mix Wave｣ リリース記念無料ミニライブ&サイン特典会（TOWER RECORDS梅田NU茶屋町店）
6月4日 SAKAE SP-RING 2023（NAGOYA CLUB QUATTRO）
8月19日 PARC ON（KAWARA CAFE）w/来海,NENNE,Michael kaneko,おかもとえみ
8月27日 ドォーモ×ラジオ×LIVE!（芥屋ゴルフ倶楽部ギャラリープラザ）w/スピラ・スピカ幹葉,Rin音,吉田山田
9月23日 BAYSIDE FESTIVAL（ベイサイドプレイス博多）w/YOHLU,ナツ・サマー＋クニモンド瀧口,磯野くん,Bialystocks
9月29日 SIM CITY（下北沢ADRIFT）w/YAMORI,Ochunism,離婚伝説
9月30日 The Groove'23※イベント中止
10月9日 MINAMI WHEELS 2023（アメリカ村Drop）
10月20日 TAIKING「Hangout」ツアー（FUKUOKA DRUM Be-1）
10月28日 おんせん都市型音楽祭「いい湯だな！」（別府）
11月4日 北九州市立大学「青嵐祭」w/McGrady
11月11日 YAJICO GIRL対バンツアー｢みんなコレクティブ〜全国でコラボTOUR｣広島公演（4.14）w/YAJICO GIRL,the McFaddin
11月12日 YAJICO GIRL対バンツアー｢みんなコレクティブ〜全国でコラボTOUR｣福岡公演（LIVE HOUSE OP's）w/YAJICO GIRL,the McFaddin
11月12日 saccharin 酒場族 tour 2023 福岡公演（kawara CAFE & DINING FORWARD 福岡パルコ店）（出原、大井のみ参加）
11月19日 TNCまつり FOT FES （福岡タワー前広場）
11月25日 FILTER×THE LOCAL PINTS "JAM!" TOUR 2023（福岡Queblic）

### 2024年
3月29日 wan!12（下北沢BASEMENT BAR）w/浪漫革命,【DJ】Lainey(asobi)
4月13日 ジャイガスピンオフ「THE BONDS 2024-GIGANTIC TOWN MEETING-」
4月18日 CLUB UPSET×JAIL HOUSE presents Aprile（池下CLUB UPSET）w/EASTOKLAB,エルスウェア紀行, peeto
4月19日 NEO CLASSICS（下北沢ADRIFT）w/asobi,yobai suspects
5月25日 New Buddy! -Seek Seek Seek-
6月4日 LOOSE PLAY（TOKIO×TOKYO）w/thonght,SPENSR
6月5日 HIRAETH（Shinjuku HEIST）w/Chapman,CheChe,Doona, Mellow Youth

## ワンマンツアー

### 2022年
Early Dive Tour 2022
1月10日(月) FUKUOKA BEAT STATION
1月22日(土) OSAKA NOON + CAFE
1月23日(日) SHIBUYA WWW
Let's Go! DSDC! Release tour!
6月23日(木) Shibuya WWW
6月24日(金) OSAKA NOON + CAFE
6月30日(木) FUKUOKA BEAT STATION

### 2023年
Mix Wave Tour
7月7日(金) 福岡 Live House OP's
7月16日(日) 大阪 LIVE HOUSE Pangea
7月17日(月・祝) 東京 Spotify O-nest

### 2024年
Unite-Love Tour
6月14日(金) 下北沢ADRIFT
6月28日(金) kawara CAFE 福岡PARCO店